# Ngọc Quan Âm
Ngọc Quan Âm or Goddess of Mercy (tiếng Trung: 玉觀音; bính âm: Yù Guān Yīn) là một bộ phim điện ảnh Trung Hoa năm 2003 do Hứa An Hoa đạo diễn. Bộ phim dựa theo bộ tiểu thuyết của nhà văn Trung Quốc Hải Nham.

## Nội dung
An Tâm là một cảnh sát chìm tại Vân Nam, Trung Quốc. Trước khi có hôn ước với Thiết Quân, An Tâm có một mối tình lãng mạn với Mao Kiệt, một tay buôn ma túy. Nhưng cả hai đều không biết nghề nghiệp thật sự của nhau. Sau đó, Mao Kiệt bị bắt, anh nghĩ An Tâm đã lừa dối mình. Sau khi ra khỏi tù, Mao Kiệt tìm cách trả thù. Anh cùng anh trai tìm đến nhà vợ chồng An Tâm vào đêm khuya. Chồng An Tâm vì cứu vợ và con nên đã bị bắn chết. An Tâm bế con chạy thoát. Cô được gửi đến một thành phố khác làm việc để trốn chạy sự truy đuổi của Mao Kiệt. Tại trường dạy võ thuật địa phương, nơi cô đang làm việc, cô gặp và quen Dương Thụy. Lúc đầu, An Tâm phớt lờ mọi lời tán tỉnh của Dương Thụy, nhưng sau đó, sự chân thành và mối quan tâm đặc biệt của anh tới con trai cô đã chinh phục được trái tim An Tâm. Cô tin tưởng kể cho anh về quá khứ đau buồn của mình. Nhưng những ngày tháng êm đềm kéo dài không lâu, Mao Kiệt đã tìm thấy cô, hắn ta bắn trọng thương Dương Thụy rồi bắt cóc con trai của An Tâm, bắt cô phải ra gặp hắn. Trong lần gặp cuối cùng đó, An Tâm cho Mao Kiệt biết đứa bé chính là con trai của hắn, nhưng đã quá muộn, Mao Kiệt đã tự tay giết con trai mình. Đúng lúc đó, viên cảnh sát trưởng của An Tâm, người luôn sát cánh bên cô để hỗ trợ cô khi làm nhiệm vụ đã tới và bắn chết Mao Kiệt. Tuy nhiên, trước khi chết, hắn vẫn kịp bắn phát súng cuối cùng vào An Tâm, kết thúc cuộc đời cô...

## Diễn viên
- Triệu Vy -vai- An Tâm
- Tạ Đình Phong -vai- Mao Kiệt
- Tôn Hải Anh -vai- Đội trưởng Phan
- Liễu Vân Long -vai- Dương Thụy
- Trần Kiến Bân -vai- Thiết Quân

## Phiên bản truyền hình
Bộ phim còn làm theo phiên bản truyền hình nhiều tập với sự tham gia của Tôn Lệ, Đồng Đại Vi và Hà Nhuận Đông.

## Links liên kết
- Jade Goddess of Mercy trên Internet Movie Database
- HK cinemagic entry Lưu trữ ngày 30 tháng 4 năm 2008 tại Wayback Machine